# BOK Tower
BOK Tower (precedentemente noto come One Williams Center ) è un grattacielo nel centro di Tulsa, in Oklahoma.

## Caratteristiche
Alta 203 metri, la torre ha 52 piani è stato completata nel 1976 e progettato da Minoru Yamasaki & Associates, lo stesso architetto che ha progettato il World Trade Center a New York City . Questa struttura è molto simile alle torri del WTC nell'aspetto e nella costruzione.

## Design
La hall della BOK Tower ha pareti in marmo e arazzi che hanno una somiglianza notevole con l'arredamento dell'ex WTC. Le somiglianze tra la Torre BOK e le Torri del World Trade Center si basano sulla storia dell'edificio. La torre fu costruita per le Williams Companies ; al momento della sua costruzione, l'amministratore delegato di Williams (John Williams) fu colpito dalle Twin Towers di New York. La sua idea originale era di costruire quattro repliche su scala ridotta delle torri di New York. Tuttavia, prima della costruzione vera e propria, fu informato delle inefficienze che si sarebbero create dall'avere torri di 25 piani. Il piano per una replica in scala fu poi cambiato in una singola torre
La costruzione della Torre BOK è la stessa utilizzata per le Torri del World Trade Center. Dall'agosto 2006, la BOK Tower sta subendo 16 milioni di dollari in riparazioni e ristrutturazioni. Circa $ 6 milioni stanno andando verso ponti pedonali rinnovati, rivestimento in granito per la base, nuovi centri fitness e finestre.